# Troupes internes de Géorgie
Les Troupes internes de Géorgie (en géorgien : საქართველოს შინაგანი ჯარები, sak'art'velos chinagana djarebi) sont la force gendarme militaire de Géorgie qui opère de 1991 à 2004. Elles sont subordonnées au Ministère des Affaires intérieures, l'autorité policière du pays.

## Histoire
Les Troupes internes de Géorgie sont formées le 12 septembre 1991, cinq mois après la déclaration d'indépendance géorgienne de l'Union soviétique. Elles succèdent aux Troupes internes de l'URSS et sont chargées d'aider le Ministère des Affaires intérieures dans les mesures de sécurité, le combat contre le crime organisé, le terrorisme et la subversion et la protection (indépendamment ou avec l'aide d'autres agences de forces de l'ordre) de cargaisons spéciales. Elles aident aussi à la défense du pays en temps de guerre. Les soldats des Troupes internes sont principalement appelés au service militaire, tandis que certains sont volontaires.
Les Troupes internes prennent part dans de nombreux conflits et opérations lors du chaos post-soviétique en Géorgie, dont la Première guerre d'Ossétie du Sud (1991-1992), la Guerre d'Abkhazie (1992-1993) et la crise de la vallée de Pankissi (2002-2005). Vers la fin de 1995, la force include entre 5 000 et 7 000 soldats, faisant d'elle la troisième structure militaire en Géorgie, derrière les bataillons russes stationnés alors en Géorgie et les Forces armées géorgiennes. Les Troupes internes sont composées d'unités de patrouille, une subdivision spéciale pour la protection des prisons, la Première Brigade opérationnelle de fusiliers motorisés à Tbilissi, la Seconde Brigade opérationnelle de fusiliers motorisés à Koutaïssi, un bataillon séparé à Batoumi et une unité d'hélicoptères avec au mois deux MI-8. Elles possèdent au moins une dizaine de chars lourds et légers et d'armes antichars. Le budget officiel des troupes en 1997 est de 5 312 000 laris (environ $ 4,2 millions) ; les salaires sont bas et la corruption est répandue.
Dans le cadre des réformes militaires consécutives à la révolution des Roses, les Troupes internes sont abolies en septembre 2004 et toutes ses munitions et infrastructure sont transférées au Ministère de la Défense. Une grande partie du personnel des Troupes internes forment par la suite la Quatrième Brigade d'infanterie des forces terrestres géorgiennes,,.

## Commandants
- 1991 : Colonel Djondo Tabatadzé, Chef du Directorat des Troupes internes de Géorgie ;
- 1991-1992 : Colonel Ivané Tchelidzé, Commandant ;
- 1992-1993 : Major général Guela Lantchava ;
- 1993-1994 : Major général Vladimer Tchikovani ;
- 1994-1995 : Major général Guia Toradzé ;
- 1995-1996 : Colonel Pavlé Norakidzé ;
- 1996-2003 : Lieutenant général Guiorgui Chervachidzé ;
- 2003-2004 : Lieutenant général Gogui Tatoukhachvili.